# Meloidogyne
Meloidogyne és un gènere de nematodes paràsits de les plantes. Es troben als sòls en zones càlides o d'hiverns curts. Unes 2.000 plantes són susceptibles de ser parasitades i globalment causen un 5% de pèrdues econòmiques en l'agricultura. (Sasser i Carter, 1985). Les seves larves infecten les arrels de les plantes causant una formació d'agalles que debiliten les plantes i fa baixar el rendiment o no haver-hi collita, en el cas de plantes joves les pot matar.

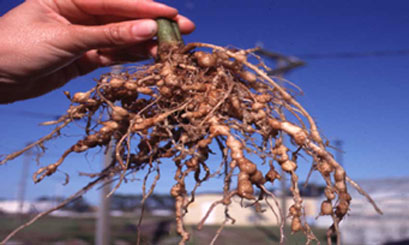
agalles en les arrels

El gènere inclou més de 60 espècies i amb algunes races. Quatre espècies (M. javanica, M. arenaria, M. incognita, M. hapla) són plagues principals a tot el món i unes altres set espècies a nivell més local. El tractament del sòl es fa amb nematicides però és difícil acabar amb la plaga.

## Cicle biològic
Tots els nematodes passen per un estat embrionari, quatre estadis juvenils i un estadi adult. Ponen els ous en el segon estadi juvenil. Reinvadeixen la planta dels seus pares o en busquen una altra. Tria
En la planta model Arabidopsis thaliana es veuen bé les infeccions de les arrels.

## Reproducció
Aquest gènere de nematodes té una reproducció sexual variada que inclou amfimixi, sexualitat facultativa, partenogènesi meiòtica (automixi) i partenogènesi mitòtica (apomixi).

## Taxonomia
| - Meloidogyne acronea - Meloidogyne arenaria - Meloidogyne artiellia - Meloidogyne brevicauda - Meloidogyne chitwoodi - Meloidogyne fruglia - Meloidogyne gajuscus - Meloidogyne hapla - Meloidogyne incognita - Meloidogyne javanica - Meloidogyne enterolobii syn. Meloidogyne mayaguensis - Meloidogyne naasi - Meloidogyne partityla - Meloidogyne thamesi |